# Глухівка
Глухівка — річка в Україні, у Радомишльському районі Житомирської області, ліва притока Тетерева. Довжина 20 кілометрів. 
Бере початок на околицях села Русанівка, далі протікає через ряд сіл і впадає у річку Тетерів.